# Sint-Annagodshuis

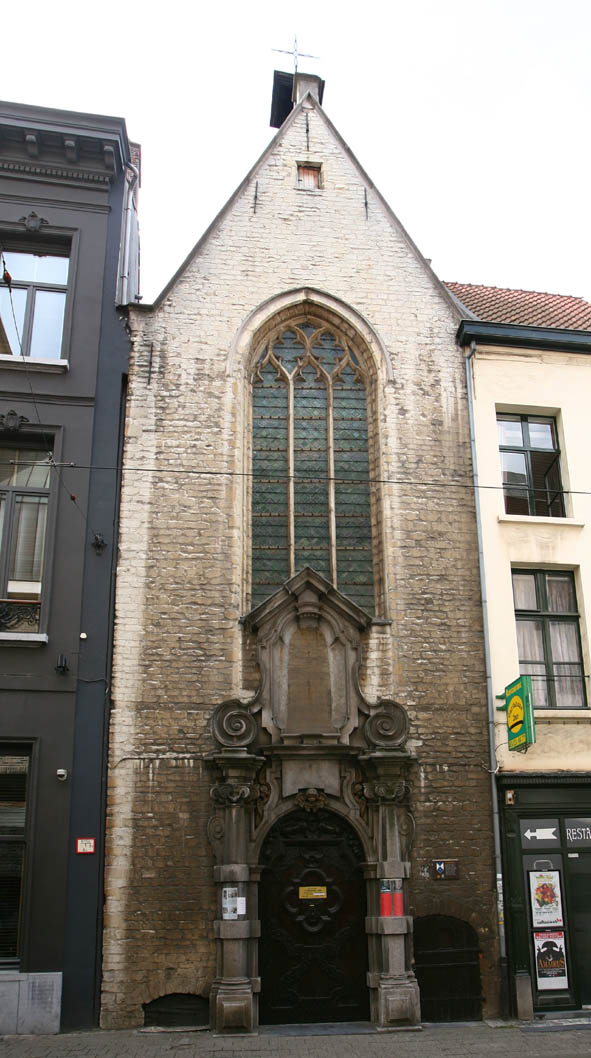
Sint-Annakapel

Het Sint-Annagodshuis (ook: Weduwengodshuis) is een voormalig godshuis in de stad Antwerpen, gelegen aan Korte Nieuwstraat 18.

## Geschiedenis
Het godshuis werd in 1400 gesticht om zes oude vrouwen in te huisvesten. Stichters waren Elisabeth, weduwe van Jan van Hays, en Boudewijn de Riddere. Ook de kapel werd toen gebouwd.
Het godshuis kwam in 1540 onder het bewind van de Aalmoezeniers van de Armenkamer en vanaf de Frase tijd onder het Bestuur der Burgerlijke Godshuizen. In 1829 werd een deel van de huisjes herbouwd in neoclassicistische stijl. Pas in 1963 vertrok de laatste bewoonster. Daarna werden de huisjes door de Commissie voor Openbare Onderstand verhuurd.

## Godshuis
Het hofje is toegankelijk via een gang in een woning (Korte Nieuwstraat 20) naast de kapel, en bestaat uit een grasveldje dat geflankeerd wordt door twee rijen woningen. Aan de oostzijde zijn de woningen van 1829, aan de westzijde zijn woningen met een 17e- of 18e-eeuwse kern, welke in 1829 sterk zijn verbouwd. De noordzijde van het grasveldje grenst aan de kapel.

## Kapel
De Sint-Annakapel, gelegen aan Korte Nieuwstraat 22, werd gesticht in 1400. In de Franse tijd werd de kapel onteigend en geseculariseerd. Het was een tijd lang het atelier van beeldhouwer Frans Joris, vervolgens nog boekenmagazijn en opslagplaats. Uiteindelijk werd het een restaurant (Carribean Inn).
Het is een eenvoudig zaalkerkje met een tuitgevel in zandsteen en een 17e-eeuws portaal in barokstijl, opgetrokken in blauwe hardsteen. het interieur werd sterk gewijzigd na de Tweede Wereldoorlog.